# Dayah Kp Pisang
Dayah Kp Pisang is een bestuurslaag in het regentschap Pidie van de provincie Atjeh, Indonesië. Dayah Kp Pisang telt 499 inwoners (volkstelling 2010).